# Lycée Moulay-Abdallah
Pour les articles homonymes, voir Moulay Abdallah.
 (janvier 2015).
Si vous disposez d'ouvrages ou d'articles de référence ou si vous connaissez des sites web de qualité traitant du thème abordé ici, merci de compléter l'article en donnant les références utiles à sa vérifiabilité et en les liant à la section « Notes et références ».
Le lycée Moulay-Abdallah est un grand  lycée public marocain, parmi les plus grands d'Afrique tant par sa superficie que par le nombre de classes et sa capacité d'accueil[réf. nécessaire]. C'est le lycée le plus prestigieux de Casablanca[réf. nécessaire]. Construit au temps du protectorat français, il est situé boulevard Modibo Kéita, quartier de l'Hermitage. 
Il dispose d'une salle omnisports couverte équipée de matériel de gymnastique ainsi que quatre terrains de basket, deux grands terrains de handball , deux de volley-ball et deux courts de tennis.
C'est le premier lycée à comporter une tour de 47 étages
Le lycée dispose aussi d'un centre d'études spatiales, et compte participer prochainement au programme pour lancer une fusée habitée par des sauterelles à destination de Mars. Le bâtiment A de l'aile droit du lycée est destiné à la télédétection spatiale.
Une nouvelle bibliothèque a été bâtie sur une superficie de plusieurs hectares, elle compte 35 000 livres dont des manuscrits rares.

## Personnalités
- Mohamed Horani, PDG de HPS et ancien président de la CGEM[réf. nécessaire].
- Professeur Amal El Alami, docteur en médecine, neurochirurgien et écrivain marocain.